# 貝芙莉·英格爾
貝芙莉·英格爾（英語：Beverly Engel；1947年12月2日—），是一位專業婚姻與家族治療師。著重在創傷復原、伴侶關係、女性議題與性別研究。
除了著述出書，貝芙莉·英格爾的文章也常見於報章雜誌，《芝加哥論壇報》、《華盛頓郵報》、《洛杉磯時報》、雜誌《柯夢波丹》、《Ladies Home Journal》、《Shape》等。
貝芙莉·英格爾經常在美國及英國舉辦訓練工作坊，對象包含專業人士及一般大眾。貝芙莉·英格爾近來為在德州及喬治亞州的工作人員，進行關於家庭暴力精神虐待的相關訓練。

## 著作
- 《愛他，也要愛自己》(Loving Him Without Losing You-How to Stop Disappearing and Start Being Yourself)，2002年，繁體中文由心靈工坊出版，ISBN 957-301-637-0
- 《尊重你的憤怒》(Honor Your Anger)，2008年，上海三聯書店出版，ISBN 978-754-262-884-8
- 《這不是你的錯》(It Wasn’t Your Fault)，2016年，繁體中文版由心靈工坊出版，ISBN 978-986-357-063-9
- 《Breaking the Cycle of Abuse》，2005年，ISBN 978-047-174-059-9
- 《The Jekyll and Hyde Syndrome》，2007年，ISBN：0-47004-224-9
- 《The Nice Girl Syndrome》，2010年，ISBN：978-047-057-990-9
- 《The Emotionally Abusive Relationship》(合著)，2015年，ISBN 978-150-126-205-0
- 《When Your Partner Has an Addiction》(合著)，2016年，ISBN 978-194-163-186-7
- 《Raising Myself》，2018年，ISBN 978-163-152-367-0
- 《I’m Saying No!》，2019年，ISBN 978-163-152-525-4

## 外部連結
個人網站 （页面存档备份，存于）
The Compassion Chronicles